# Pinatar Cup 2020
De Pinatar Cup 2020 was de eerste editie van de Pinatar Cup. Het is een internationaal vriendschappelijk vrouwenvoetbaltoernooi en werd gehouden van 4 maart tot en met 10 maart 2020. Het toernooi werd gehouden in San Pedro del Pinatar, in de regio Murcia, in Spanje.
Er namen 4 landen deel aan het toernooi
Schotland won het toernooi door alle wedstrijden te winnen.

## Deelnemende landen
| Land          | FIFA-ranking (December 2019) |
| ------------- | ---------------------------- |
| IJsland       | 18                           |
| Schotland     | 22                           |
| Oekraïne      | 27                           |
| Noord-Ierland | 56                           |

## Knock-outfase
Bij een overwinning krijgt een land 3 punten, bij een gelijkspel 1 punt en voor een verloren wedstrijd worden geen punten toegekend.
| Nr. | Land          | GW | Win | Gel | Ver | DV | DT | +/- | Pnt |
| --- | ------------- | -- | --- | --- | --- | -- | -- | --- | --- |
| 1.  | Schotland     | 3  | 3   | 0   | 0   | 6  | 1  | +5  | 9   |
| 2.  | IJsland       | 3  | 2   | 0   | 1   | 2  | 1  | +1  | 6   |
| 3.  | Oekraïne      | 3  | 1   | 0   | 2   | 4  | 4  | 0   | 3   |
| 4.  | Noord-Ierland | 3  | 0   | 0   | 3   | 1  | 7  | −6  | 0   |

Criteria voor rangschikking: 1) aantal punten 2) doelsaldo 3) aantal gemaakte doelpunten 4) onderling duel 5) FIFA-ranking

### Speeldag 1
|                                         |               |                    |         |                                                                                        |
| woensdag 4 maart 2020 14.00 Wedstrijd 1 | Noord-Ierland | 0 – 1              | IJsland | Pinatar Arena Football Center, La Manga del Mar Menor Scheidsrechter: Zuzana Valentová |
| woensdag 4 maart 2020 14.00 Wedstrijd 1 |               | 23' Brynjarsdóttir |         | Pinatar Arena Football Center, La Manga del Mar Menor Scheidsrechter: Zuzana Valentová |

|                                         |          |                                  |           |                                                      |
| woensdag 4 maart 2020 18.00 Wedstrijd 2 | Oekraïne | 0 – 3                            | Schotland | Pinatar Arena Football Center, San Pedro del Pinatar |
| woensdag 4 maart 2020 18.00 Wedstrijd 2 |          | 22' Thomas 72' Thomas 77' Emslie |           | Pinatar Arena Football Center, San Pedro del Pinatar |

### Speeldag 2
|                                         |           |       |         |                                                      |
| zaterdag 7 maart 2020 14.00 Wedstrijd 3 | Schotland | 1 – 0 | IJsland | Pinatar Arena Football Center, San Pedro del Pinatar |
| zaterdag 7 maart 2020 14.00 Wedstrijd 3 | Grant 55' |       |         | Pinatar Arena Football Center, San Pedro del Pinatar |

|                                         |                                                |       |               |                                                      |
| zaterdag 7 maart 2020 19.00 Wedstrijd 4 | Oekraïne                                       | 4 – 0 | Noord-Ierland | Pinatar Arena Football Center, San Pedro del Pinatar |
| zaterdag 7 maart 2020 19.00 Wedstrijd 4 | Kozlova 17' Apanaschenko 33' 37' Ovdiychuk 39' |       |               | Pinatar Arena Football Center, San Pedro del Pinatar |

### Speeldag 3
|                                         |                |       |          |                                                      |
| dinsdag 10 maart 2020 14.00 Wedstrijd 5 | IJsland        | 1 – 0 | Oekraïne | Pinatar Arena Football Center, San Pedro del Pinatar |
| dinsdag 10 maart 2020 14.00 Wedstrijd 5 | Jónsdóttir 34' |       |          | Pinatar Arena Football Center, San Pedro del Pinatar |

|                                         |               |       |                        |                                                      |
| dinsdag 10 maart 2020 19.30 Wedstrijd 6 | Noord-Ierland | 1 – 2 | Schotland              | Pinatar Arena Football Center, San Pedro del Pinatar |
| dinsdag 10 maart 2020 19.30 Wedstrijd 6 | Furness 5'    |       | 35' Cuthbert 38' Grant | Pinatar Arena Football Center, San Pedro del Pinatar |

| Pinatar Cup 2022 Winnaar |
| ------------------------ |
| SCHOTLAND 1ste titel     |

### Eindrangschikking
| Plaats | Land          |
| ------ | ------------- |
| Goud   | Schotland     |
| Zilver | IJsland       |
| Brons  | Oekraïne      |
| 4      | Noord-Ierland |